# Dan Gosling
Daniel "Dan" Gosling (* 2. února 1990, Brixham, Anglie) je anglický fotbalový záložník nastupující za fotbalový klub AFC Bournemouth, hrající anglickou Premier League. V minulosti nastupoval za mládežnické reprezentace Anglie.
21. září 2015 během utkání proti Sunderlandu vytvořil nový rekord Premier League v uběhnuté vzdálenosti během utkání. Za 90 minut uběhl 13 860 metrů (8,6 mil).

## Klubová kariéra
Gosling se narodil na jihozápadě Anglie v Brixhamu v hrabství Devon, kde s fotbalem začínal. Ve 12 letech se přestěhoval do nedalekého Plymouthu, kde začal hrát za místní Plymouth Argyle. Premiéru si odbyl v 16 letech a rychle se zabydlel v základní sestavě.

V lednu 2008 o jeho služby projevil zájen Everton, kde podepsal smlouvu na 2,5 roku. V prosinci téhož roku si v utkání proti Sunderlandu připsal svůj první gól v nejvyšší soutěži.
Poté, co se v létě roku 2010 nedohodl s Evertonem na prodloužení smlouvy, zadarmo přestoupil do Newcastlu, kde vydržel 4 roky, než na jaře 2014 podepsal smlouvu v druholigovém Bournemouthu, se kterým v následující sezóně vyhrál 2. ligu a postoupil do Premier League.

## Reprezentační kariéra
Gosling býval pravidelně nominován do mládežnických reprezentačních výběrů Anglie a zúčastnil se juniorských Mistrovství Evropy hráčů do 17 a 19 let a v roce 2007 také Mistrovství světa ve fotbale hráčů do 17 let v Jižní Koreji. V roce 2009 na Mistrovství Evropy ve fotbale hráčů do 19 let na Ukrajině vybojoval s Anglií stříbrné medaile.

Do seniorské reprezentace se zatím neprobojoval.